# Chant III de l'Enfer
 (décembre 2022).
Si vous disposez d'ouvrages ou d'articles de référence ou si vous connaissez des sites web de qualité traitant du thème abordé ici, merci de compléter l'article en donnant les références utiles à sa vérifiabilité et en les liant à la section « Notes et références ».

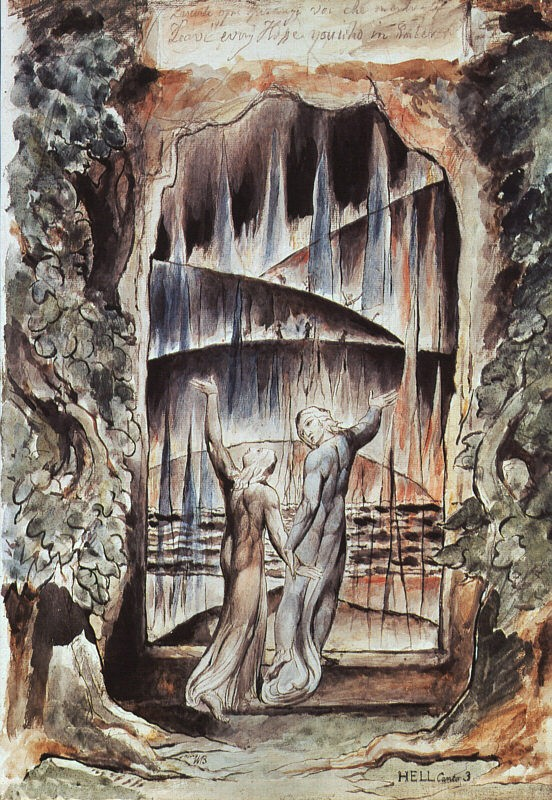
La Porte de l'Enfer, imaginée par William Blake.

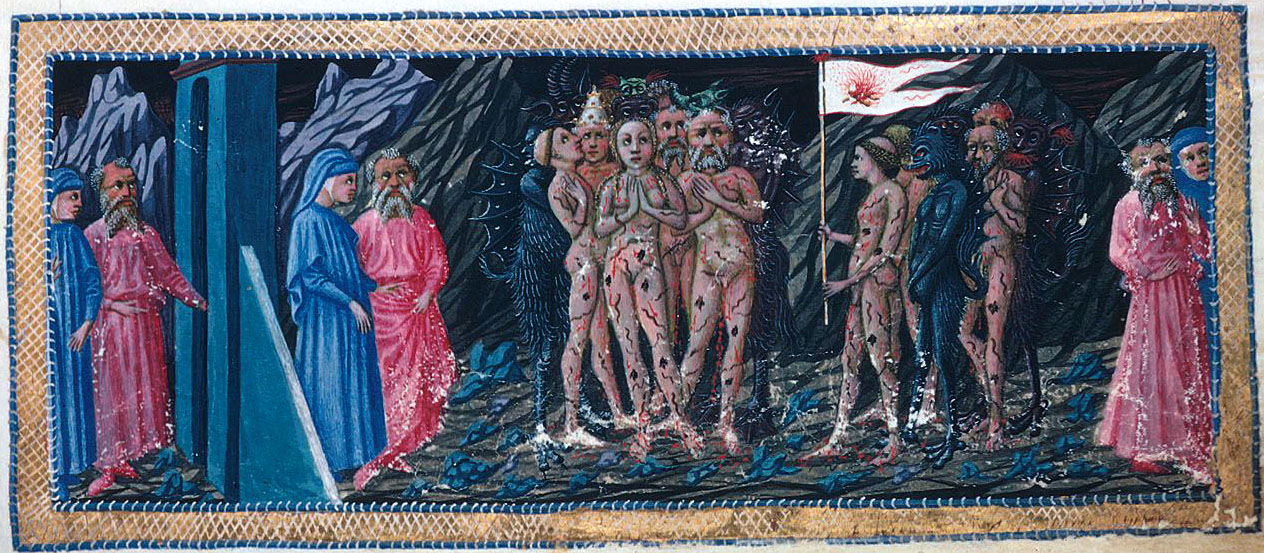
Illustration de la première partie du Chant III, Priamo della Quercia (XVe siècle).

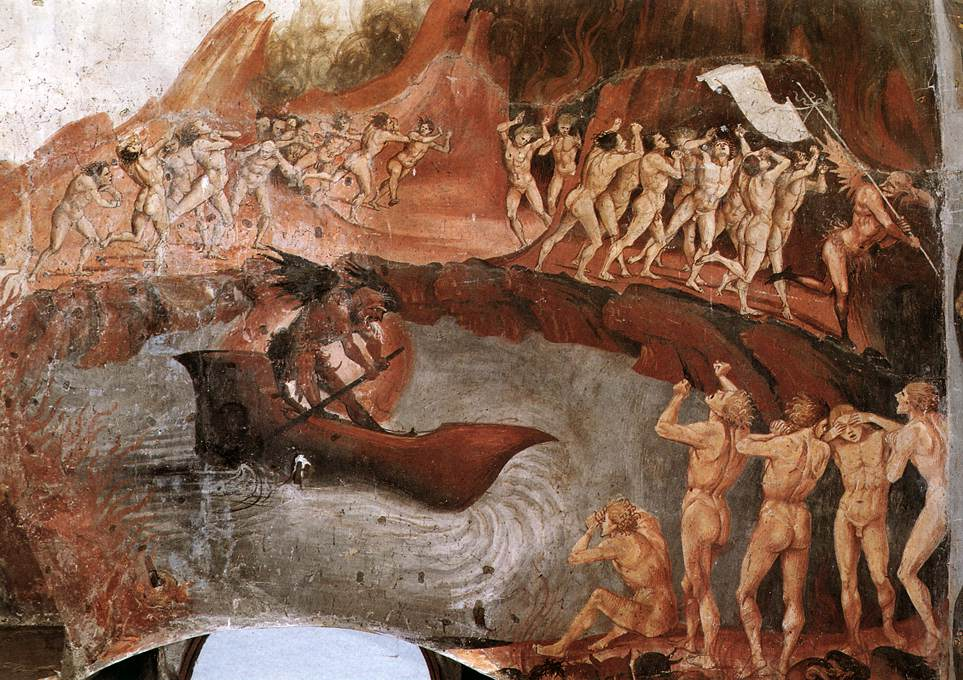
Ante-Enfer (1499-1502), Luca Signorelli, Chapelle San Brizio, Cathédrale d'Orvieto.

Le Chant III de l'Enfer est le troisième chant de l'Enfer de la Divine Comédie du poète florentin Dante Alighieri.  Il se déroule dans l'Ante-enfer, où les indolents sont punis, puis sur les rives de l'Achéron, le premier des fleuves infernaux ; nous sommes dans la nuit du 8 au 9 avril 1300 (samedi saint), ou selon d'autres commentateurs entre le 25 et le 26 mars 1300.

## Thèmes et contenus

### La Porte de l'Enfer: versets 1-21
Dante et Virgile, après avoir traversé la sombre forêt et chassé les bêtes, arrivent devant la porte de l'Enfer, surmontée d'une inscription qui prévient qu'une fois passée, ils ne trouveront que douleur et peur. L'inscription récite ensuite comment il a été construit pour la justice de la Trinité, indiquée par ses attributs :
1. Divina podestate: Père;
2. Somma sapienza: Fils;
3. 'L primo amore: le Saint-Esprit.

Enfin, l'inscription comment il a été créé après que seules les choses éternelles aient été créées, c'est pourquoi il est à son tour impérissable : elle fait référence au fait que l'enfer a été créé après la chute de Lucifer, qui a marqué le début du mal, avant laquelle il n'y avait que les Anges, la matière pure, les cieux et les éléments, toutes choses incorruptibles. La conclusion de laisser toute espérance devant la porte, souligne que le voyage des damnés vers l'enfer est à sens unique et fait écho à une ligne similaire de l'Énéide sur la descente d'Énée en Averne (VI 126-129).
Dante, qui a cité les mots de l'inscription comme s'ils avaient parlé eux-mêmes, demande alors à Virgile une explication de leur signification. Le maître lui répond que c'est là qu'il faut laisser tout soupçon et toute hésitation, puisque c'est le lieu dont il lui avait déjà parlé, c'est-à-dire là où sont punis les affligés qui ont perdu Dieu, le bien intellectuel par excellence. Puis Virgile réconforte Dante en le prenant par la main et en affichant une mine réjouie : ils entrent ainsi dans les choses secrètes (c'est-à-dire celles isolées, séparées du monde des vivants).

### Les Indolents: versets: 22-69
La première impression que Dante a de l'Enfer est auditive : des soupirs, des cris et des hurlements résonnent dans l'aere sanza stelle (c'est-à-dire sans étoiles), ce qui fait que Dante est immédiatement ému aux larmes : dans un crescendo de sons, il entend des cris de douleur, des accents de colère, des vociférations, le tout dans un étrange amalgame où l'on ne peut même pas reconnaître s'il fait jour ou nuit, comme dans une tempête de sable. Comparée à la description que fait Virgile des sons d'Averne dans l'Énéide (VI 557-558), la description de Dante, bien qu'elle s'en inspire, se concentre plus sur le découragement que de telles sensations provoquent chez lui en tant qu'homme vivant, plutôt que sur le simple enregistrement extérieur de Virgile.
La tête pleine de doutes, Dante demande alors à Virgile ce que sont ces bruits, ces gens qui semblent si accablés par le chagrin. Ce verset est ambigu car certaines versions rapportent également « orror  » ; donc si ce dernier était bon, Dante avait évidemment la tête pleine d'horreur.
Virgile commence ainsi à expliquer le lieu dans lequel ils se trouvent, l'Ante-Enfer, où sont misérablement punies les âmes tristes qui ont vécu sans amour et sans louange. Ce sont les soi-disant indolents, des âmes qui, dans la vie, n'ont fait ni bien ni mal par leur propre choix de lâcheté.
Parmi ces hommes, il y a les Anges qui, au moment de la révolte de Lucifer, n'ont pris ni la part de Lucifer ni celle de Dieu, mais se sont retirés à l'arrière-plan, s'éloignant des événements de la révolte, une invention purement dantesque, inspirée peut-être par des légendes populaires, qui n'a aucun écho antérieur ni dans les Saintes Écritures ni dans la patristique (du moins dans ce qui nous est parvenu).
Ces damnés sont bannis du ciel parce qu'ils en ruineraient la splendeur, et même l'Enfer ne veut pas d'eux parce que les damnés pourraient s'en glorifier, ayant au moins choisi, dans la vie, de quel côté être, bien ou le mal.
Dante demande aussi pourquoi ils se plaignent si fort et Virgile lui répond en expliquant leur punition : sans espoir de mourir (ce qui met fin à leur tourment), ils ont ici une vie aveugle qui les rend envieux de tout autre sort ; dans le monde, ils n'ont laissé aucune gloire, dédaignés même par Dieu (la miséricorde et la justice les dédaignent). Il invite ensuite Dante à ne pas parler d'eux, mais seulement à les observer et à poursuivre leur chemin (non ragioniam di lor, ma guarda e passa).
Et tandis que ces derniers passent à côté d'eux, les ignorant, Dante décrit néanmoins leur châtiment : ils poursuivent une « 'nsegna  » (au sens militaire, comme un drapeau, interprété par certains, vu le ton du Chant, comme un chiffon sans valeur), qui court sans cesse ; ils sont une si grande armée que Dante n'aurait même pas cru que la mort en ait tué autant.
Par contre, ils sont condamnés pour l'éternité à courir nus, tourmentés par les guêpes et les mouches, leur corps baignent dans le sang, et à leurs pieds un tapis de vers qui se nourrissent de leurs larmes mêlées de sang (versets 65-69) : le châtiment est plus dégradant que douloureux et Dante insiste sur leur mesquinerie : «  eux qui n'ont jamais été vivants ».
Avec la technique du contrapasso, que l'on retrouve ici pour la première fois, Dante parvient à créer des images réelles et à rendre au lecteur les sentiments qui affleurent lentement entre les lignes de la Commedia, encadrant l'œuvre de la justice divine. Il est intéressant de noter comment ces pécheurs sont méprisés tant par Virgile, qui dit à Dante de passer sans leur accorder un regard, que par les diables qui ne les acceptent même pas dans le véritable Enfer.
Le mépris du poète pour cette catégorie de pécheurs est complet, car ceux qui n'ont pas su choisir dans la vie, et donc prendre un parti ou l'autre, resteront dans la mort un « paria »  obligé de courir après un drapeau qui n'appartient à aucun idéal. Tant de fureur s'explique, d'un point de vue théologique, parce que selon la religion catholique le choix entre le Bien et le Mal doit nécessairement être fait. D'un point de vue social, en outre, au Moyen Âge, le déploiement politique et la vie active dans la commune sont presque toujours considérés comme des étapes fondamentales et inévitables dans la vie d'un citoyen. Si l'homme est un être social, celui qui se dérobe à ses devoirs envers la société n'est pas digne, selon la réflexion de Dante, d'estime et d'admiration.

### Le Grand Refus
Poscia ch'io v'ebbi alcun riconosciuto, vidi e conobbi l'ombra di colui che fece per viltade il gran rifiuto.
Dante note parmi les âmes « celui qui a fait pour la lâcheté le grand refus », mais ne le nomme pas : cette personne pourrait être identifiée comme Célestin V, Esau, Ponce Pilate ou même un personnage purement symbolique. À l'appui de la première hypothèse, nous considérons que lorsque Dante mentionne des personnes sans les nommer, c'est souvent parce qu'elles étaient si célèbres qu'une allusion suffisait à les repérer. En fait, les principaux commentateurs contemporains indiquent Célestin V comme l'auteur du « grand refus » et même les miniaturistes peignaient généralement un personnage avec une tiare sur la tête.
À partir de Benvenuto da Imola, cette reconnaissance est remise en question et, à partir de ce moment-là, elle perd presque totalement la faveur des critiques de Dante, notamment en raison du changement d'appréciation de Pietro da Morrone à partir de l'apologie que Francesco Petrarca en fait dans De vita solitaria (it) ; en outre, en 1313, Célestin V est canonisé alors que Dante est encore en vie. Malgré cela, Dante a peut-être voulu souligner le jugement négatif qu'il porte sur Célestin et sur le pape Clément V qui l'avait béatifié, en laissant toutefois le nom indéfini.
Les critiques ne semblent pas s'accorder sur l'identification du personnage, écartant l'hypothèse qu'il s'agisse de Ponce Pilate.

### Le Fleuve Achéron et Charon: versets 70-129

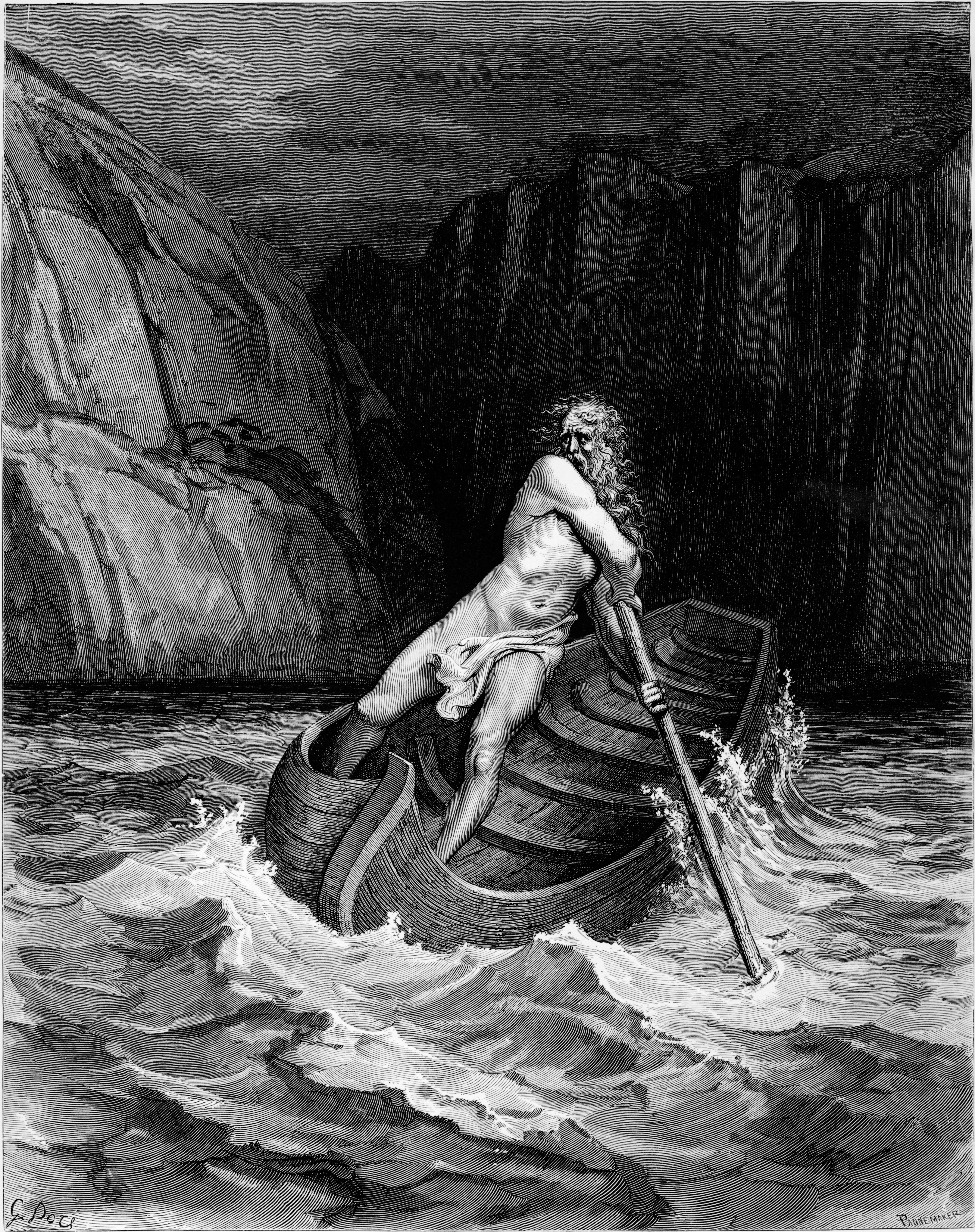
Charon, illustration de Gustave Doré.

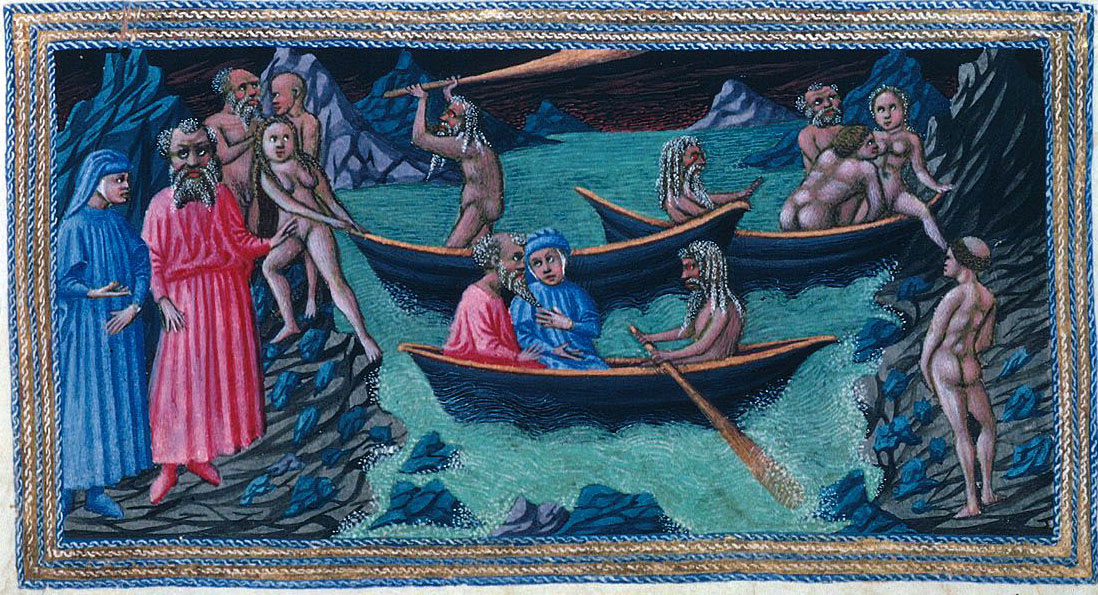
Illustration de la deuxième partie du Chant III, Priamo della Quercia (XVe siècle)

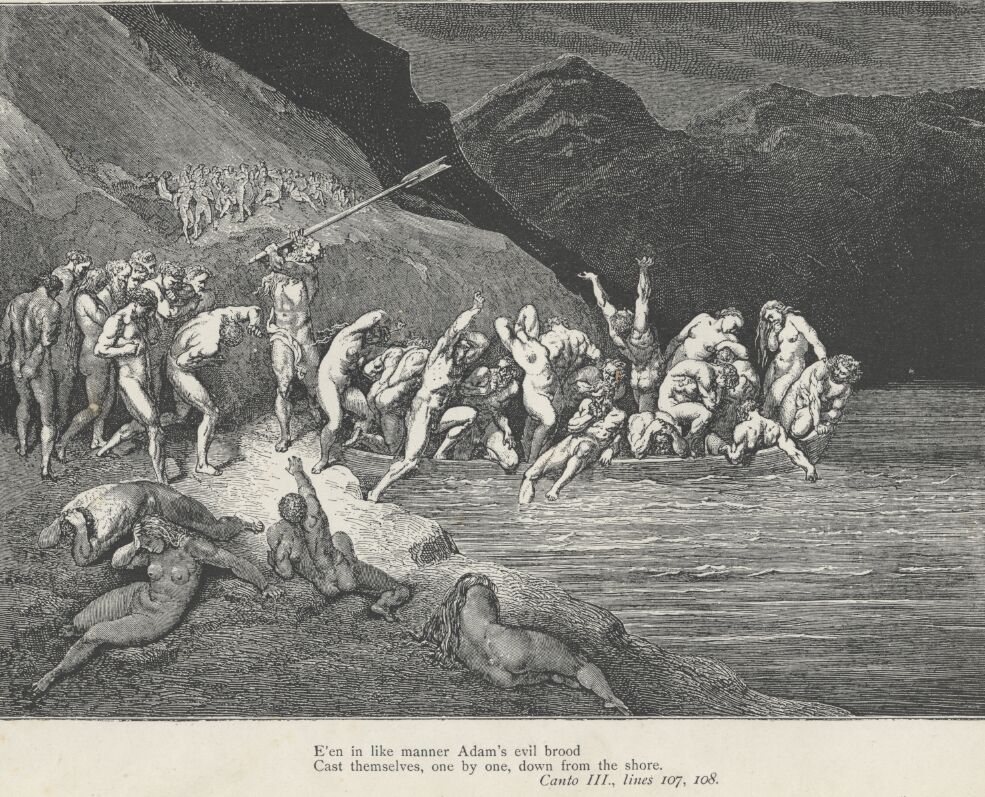
Charon pousse les âmes dans le bateau, illustration de Gustave Doré

Charon pousse les âmes dans la barque, illustration de Paul Gustave Doré
En regardant au-delà, Dante voit des gens entassés sur la rive d'un grand fleuve, prêts à le traverser, et il demande à Virgile qui ils sont : il ne le saura que lorsqu'ils atteindront la triste rive de l'Achéron. Dante a alors honte de son impatience et, le regard honteux et grave, s'abstient de parler jusqu'à ce qu'ils atteignent le rivage.
Voici qu'arrive une barque (ou un navire) conduite par un vieil homme, canut par cheveux anciens (en raison d'une vieillesse avancée) qui crie « Malheur à vous, âmes en prière ! (les méchants) ». La description de Charon, le passeur d'âmes, s'inspire de la description qu'en fait Virgile dans l'Énéide (VI 298-304).
Suit l'invective de Charon qui décourage les âmes et souligne l'éternité de leur châtiment : (paraphrasant) « N'espérez jamais revoir le ciel. Je vous emmène sur l'autre rive, dans les ténèbres éternelles, dans le feu ou la gelée » (allusion aux châtiments de l'enfer). Il s'adresse ensuite directement à Dante en lui disant que, en tant qu'âme vivante, il doit se séparer des morts ; mais Dante hésite. Charon lui dit alors que ce bateau n'est pas fait pour lui : il lui faut un autre bois léger qui l'emmènera sur une plage (celle du Purgatoire).
Puis Virgile lui parle, lui dit de ne pas s'inquiéter (et prononce le nom de « Caròn » pour la première fois) : Vuolsi così colà dove si puote / ciò che si vuole e più non dimandare (Sia fatto ciò che nel cielo Empireo è stato ordinato, e non importa più).
Les joues laiteuses du passeur sont alors éteintes, mais pas les yeux, comme s'ils étaient cerclés de feu.
Les âmes des nouveaux damnés, fatiguées et nues, en entendant les invectives de Charon, blanchissent de peur, claquent des dents et blasphèment Dieu, leurs parents, l'espèce humaine, le lieu, le temps, la lignée et la semence qui les ont engendrés.
Puis elles se rassemblent toutes, en pleurant, sur ce rivage mauvais où vont ceux qui ne craignent pas Dieu ; Charon, le démon aux yeux de braise, les fait se rassembler et frappe de sa rame quiconque ralentit : de même que les feuilles en automne tombent l'une après l'autre jusqu'à ce que la branche reste nue, ainsi cette mauvaise semence d'Adam, la race des damnés, quitte le rivage et entre dans la barque une à une, comme un oiseau dressé qu'on appelle par le signal (en fauconnerie). Ils passent ensuite la rivière trouble (la vague brune) et entre-temps, un autre nouvel hôte s'est déjà rassemblé sur l'autre rive.
Or Virgile juge le moment opportun pour l'explication : « tous ceux qui meurent en colère contre Dieu s'y rassemblent de tous les pays ; la justice divine les pousse à passer ce fleuve, de sorte que même leur crainte devient attente et désir » ; Charon s'est plaint à Dante qu'une bonne âme n'a jamais passé ici, c'est donc ce qu'il a voulu lui dire. Virgile laisse presque entendre qu'il existe une loi divine qui interdit à ceux qui ne sont pas damnés de monter dans la barque pour traverser l'Achéron ; en fait, même dans le cas de Dante, il semble par cohérence maintenir cette loi, puisque bien que Dante traverse quand même le fleuve, sa montée dans la barque n'est pas racontée, presque comme pour laisser entendre que son passage s'est déroulé d'une manière différente laissée à l'imagination du lecteur.

### Tremblement de Terre et Évanouissement de Dante: versets 130-136

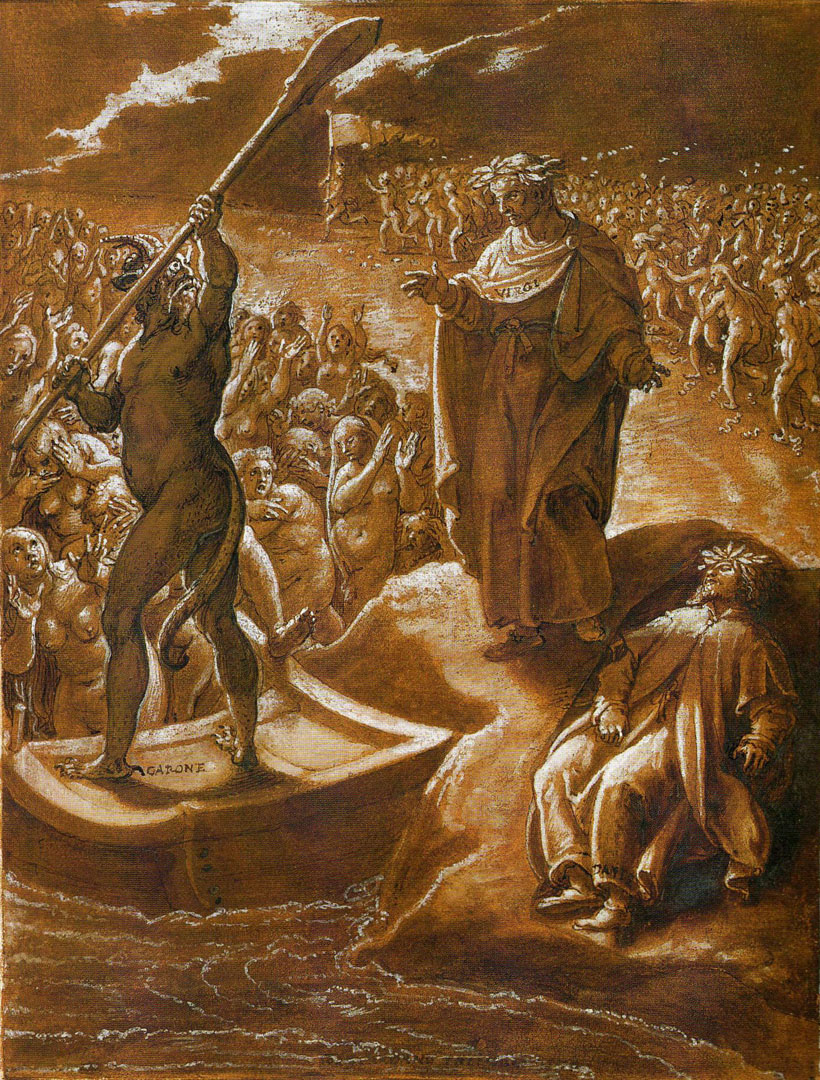
', Giovanni Stradano, 1587

Virgile vient à peine de finir de parler que la terre sombre tremble si fort que le simple fait de repenser au Dante-narrateur lui fait encore mouiller son front de sueur.
Des bouffées de vapeur s'échappent de la terre trempée par les larmes et des éclairs rouges jaillissent dans l'air : Dante n'a plus aucun sens et s'évanouit comme un homme qui s'endort. Selon Aristote et la science qui lui était contemporaine, les tremblements de terre étaient en fait censés être causés par de forts courants éoliens dans le sous-sol, qui, dilatés par des sources de chaleur, ne trouvaient aucune voie vers le haut ou vers l'extérieur. De plus, ces faits ont une traçabilité dans les Écritures, où très souvent l'apparition de phénomènes naturels tels que les tremblements de terre, les vents, les éclairs et le tonnerre étaient dus à la descente de Dieu faisant irruption dans l'histoire.
Au début du chant suivant, Dante est ranimé par le son de ce même tonnerre et se trouve surnaturellement sur l'autre rive du fleuve : cet expédient lui permet de traverser l'Achéron sans être damné et montre comment Dante admet de temps en temps dans son voyage des éléments surnaturels ; ils sont après tout une expression de la volonté divine qui,  dans le royaume des enfers, contrevient aux lois naturelles qu'elle a elle-même placées dans le monde des vivants.